# Knud Andersen
Knud Erik Andersen (5 de janeiro de 1922 — 14 de novembro de 1997) foi um ciclista dinamarquês. Foi um dos atletas que representou a Dinamarca nos Jogos Olímpicos de 1948 e de 1952, obtendo o melhor desempenho em 1952 ao terminar em quinto lugar na prova de perseguição por equipes (4000 m).